# Nektarios Alexandrou
Nektarios Alexandrou (in greco: Νεκτάριος Αλεξάνδρου; Nicosia, 19 dicembre 1983) è un ex calciatore cipriota, di ruolo centrocampista.

## Carriera

### Club
Ha trascorso tutta la sua carriera nella squadra cipriota dell'APOEL, ad eccezione di due stagioni in Grecia nel Larissa.

### Nazionale
Nel 2006 debutta con la nazionale cipriota, con cui conta 19 presenze.

## Statistiche

### Presenze e reti nei club
Statistiche aggiornate al 17 dicembre 2016.
| Stagione        | Squadra         | Campionato      | Campionato | Campionato | Coppe nazionali | Coppe nazionali | Coppe nazionali | Coppe continentali | Coppe continentali | Coppe continentali | Altre coppe | Altre coppe | Altre coppe | Totale | Totale |
| Stagione        | Squadra         | Comp            | Pres       | Reti       | Comp            | Pres            | Reti            | Comp               | Pres               | Reti               | Comp        | Pres        | Reti        | Pres   | Reti   |
| --------------- | --------------- | --------------- | ---------- | ---------- | --------------- | --------------- | --------------- | ------------------ | ------------------ | ------------------ | ----------- | ----------- | ----------- | ------ | ------ |
| 2009-2010       | APOEL           | AK              | 17+6       | 1          | CC              | 3               | 0               | UCL                | 9                  | 1                  | SC          | 1           | 1           | 36     | 3      |
| 2010-2011       | APOEL           | AK              | 14+6       | 1          | CC              | 1               | 0               | UEL                | 2                  | 0                  | -           | -           | -           | 23     | 1      |
| 2011-2012       | APOEL           | AK              | 21+5       | 1          | CC              | 3               | 0               | UCL                | 8                  | 0                  | SC          | 1           | 0           | 38     | 1      |
| 2012-2013       | APOEL           | AK              | 19+5       | 3          | CC              | 2               | 0               | UEL                | 6                  | 1                  | -           | -           | -           | 32     | 4      |
| 2013-2014       | APOEL           | AK              | 17+5       | 1          | CC              | 7               | 1               | UCL+UEL            | 2+7                | 0+2                | SC          | 1           | 0           | 39     | 4      |
| 2014-2015       | APOEL           | AK              | 12+3       | 1+1        | CC              | 5               | 0               | UCL                | 2                  | 0                  | SC          | 1           | 0           | 23     | 2      |
| 2015-2016       | APOEL           | AK              | 12+8       | 0          | CC              | 4               | 0               | UCL+UEL            | 4+2                | 0                  | SC          | 0           | 0           | 30     | 0      |
| 2016-2017       | APOEL           | AK              | 10         | 0          | CC              | 0               | 0               | UCL+UEL            | 6+1                | 1+0                | SC          | 1           | 0           | 18     | 1      |
| Totale carriera | Totale carriera | Totale carriera | 122+38     | 8+1        |                 | 25              | 1               |                    | 49                 | 5                  |             | 5           | 1           | 239    | 16     |

## Palmarès
- Campionato cipriota: 10

APOEL: 2001-2002, 2003-2004, 2008-2009, 2010-2011, 2012-2013, 2013-2014, 2014-2015, 2015-2016, 2016-2017, 2017-2018, 2018-2019
- Supercoppa di Cipro: 6

APOEL: 2002, 2004, 2008, 2009, 2011, 2013
- Coppa di Cipro: 3

APOEL: 2005-2006, 2013-2014, 2014-2015
- Coppa di Grecia: 1

Larissa: 2006-2007